# Нурдуз
Нурдуз (перс. نوردوز) — село в Ірані, у дахестані Нудже-Мехр шахрестану Джульфа остану Східний Азербайджан. Розташоване на річці Аракс, на кордоні з Вірменією. Діє єдиний пункт пропуску на вірмено-іранському кордоні.
| Іран | Це незавершена стаття з географії Ірану. Ви можете допомогти проєкту, виправивши або дописавши її. |